# 特雷弗·曼宁
特雷弗·曼宁（英語：Trevor Manning，1945年12月19日—），新西兰男子曲棍球运动员。他曾代表新西兰国家队参加1968年、1972年和1976年夏季奥林匹克运动会曲棍球比赛，其中1976年奥运会获得一枚金牌。